# Cycas dolichophylla
Cycas dolichophylla K.D.Hill, T.H.Nguyên & P.K.Lôc è una pianta appartenente alla famiglia delle Cycadaceae, diffusa nel sud-est asiatico
.

## Descrizione
È una cicade con fusto eretto, alto sino a 1,5 m e con diametro di 18-30 cm.
L'epiteto specifico dolichophylla, e cioè dalle foglie lunghe, fa riferimento per appunto alle foglie, pennate, lunghe ben 200-450 cm; esse sono disposte a corona all'apice del fusto e sono rette da un picciolo lungo 40-110 cm; ogni foglia è composta da 150-270 paia di foglioline lanceolate, con margine ondulato, lunghe mediamente 19-42 cm, di colore verde chiaro o scuro, inserite sul rachide con un angolo di 60-85°.
È una specie dioica con esemplari maschili che presentano microsporofilli disposti a formare strobili terminali di forma ovoidali o fusoidali, lunghi 35-50 cm e larghi 8-10 cm ed esemplari femminili con macrosporofilli che si trovano in gran numero nella parte sommitale del fusto, con l'aspetto di foglie pennate che racchiudono gli ovuli, in numero di 2-4.  
I semi sono grossolanamente ovoidali od ovoidali, lunghi 40-64 mm, ricoperti da un tegumento di colore giallo.

## Distribuzione e habitat
È diffusa dal confine cinese a nord fino a sud nel parco nazionale di Ben En del Vietnam e fino ad ovest in una piccola zona dello Yunnan.

Prospera su terreni argillosi sovrastanti calcare, shale, scisto o granito, in foreste sempreverdi chiuse.

## Conservazione
La IUCN Red List classifica C. dolichophylla come specie prossima alla minaccia (Near Threatened).

La specie è inserita nella Appendice II della Convention on International Trade of Endangered Species (CITES).